# Raphidia
Raphidia is een geslacht van kameelhalsvliegen uit de familie Raphidiidae. 
Raphidia werd vermeld door Linnaeus in de tiende editie van Systema naturae uit 1758.

## Soorten
Het geslacht omvat de volgende soorten:
- Ondergeslacht Aserbeidshanoraphidia
  - Raphidia (Aserbeidshanoraphidia) nuchensis H. Aspöck et al., 1968
- Ondergeslacht Nigroraphidia
  - Raphidia (Nigroraphidia) friederikae H. Aspöck & U. Aspöck, 1967
  - Raphidia (Nigroraphidia) palaeformis H. Aspöck & U. Aspöck, 1964
- Ondergeslacht Raphidia
  - Raphidia (Raphidia) ambigua H. Aspöck & U. Aspöck, 1964
  - Raphidia (Raphidia) ariadne H. Aspöck & U. Aspöck, 1964
  - Raphidia (Raphidia) beieri H. Aspöck & U. Aspöck, 1964
  - Raphidia (Raphidia) euxina Navás, 1915
  - Raphidia (Raphidia) grusinica H. Aspöck et al., 1968
  - Raphidia (Raphidia) huettingeri H. Aspöck & U. Aspöck, 1970
  - Raphidia (Raphidia) kimminsi H. Aspöck & U. Aspöck, 1964
  - Raphidia (Raphidia) ligurica (Albarda, 1891)
  - Raphidia (Raphidia) mysia H. Aspöck et al., 1991
  - Raphidia (Raphidia) ophiopsis Linnaeus, 1758
  - Raphidia (Raphidia) peterressli H. Aspöck & U. Aspöck, 1973
  - Raphidia (Raphidia) ulrikae H. Aspöck, 1964
- Ondergeslacht Yuraphidia
  - Raphidia (Yuraphidia) duomilia C.-k. Yang, 1998
- Niet geplaatst in ondergeslacht
  - Raphidia communis Retzius, 1783